# Лемішув
Лемішув (пол. Lemieszów) — село в Польщі, у гміні Ухані Грубешівського повіту Люблінського воєводства. Населення — 51 особа (2011).

## Історія
За даними етнографічної експедиції 1869—1870 років під керівництвом Павла Чубинського, у селі проживали греко-католики, які розмовляли українською мовою.
У 1975—1998 роках село належало до Замойського воєводства.

## Демографія
Демографічна структура станом на 31 березня 2011 року:
|          | Загалом | Допрацездатний вік | Працездатний вік | Постпрацездатний вік |
| -------- | ------- | ------------------ | ---------------- | -------------------- |
| Чоловіки | 23      | 5                  | 14               | 4                    |
| Жінки    | 28      | 5                  | 11               | 12                   |
| Разом    | 51      | 10                 | 25               | 16                   |